# Thiaminpyrophosphat
Thiaminpyrophosphat (TPP), auch Thiamindiphosphat (TDP), ist ein Phosphatester des Thiamins (Vitamin B1). TPP ist die Coenzymform (Cocarboxylase) des Thiamins und dominiert in Zellen von Eukaryoten gegenüber dem Thiamin, da es bald aus diesem durch das Enzym Thiaminpyrophosphokinase synthetisiert wird.
Die früher verbreitete Ansicht, dass TPP überhaupt nicht aus der Zelle transportiert wird, ist falsch. Es ist mindestens ein Transportprotein bekannt, das in der Lage ist, in Säugetieren TPP zu transportieren.

## Eigenschaften
Thiaminpyrophosphat kristallisiert in zwei Hydratformen. Beide Formen, ein Tetrahydrat und ein 4,5-Hydrat bilden trikline Kristallgitter mit der Raumgruppe P1.

## Funktion
Mehrere TPP-abhängige Enzyme befinden sich an Schaltstellen des Zellstoffwechsels. Allgemein wirkt TPP an Aldehyd-Transferreaktionen mit. TPP ist die prosthetische Gruppe der Transketolase, einem Enzym des Pentosephosphatweges. Deren Aktivität in den roten Blutkörperchen ist ein Kriterium für die Beurteilung des Versorgungszustandes mit Thiamin.
Weitere Enzyme, bei denen TPP als Coenzym fungiert:
- Pyruvat-Dehydrogenase (Oxidative Decarboxylierung von Pyruvat)
- α-Ketoglutarat-Dehydrogenase (Citratzyklus)
- Verzweigtketten-α-Ketosäure-Dehydrogenase (Abbau von Aminosäuren mit verzweigten Seitenketten)
- Acetolactat-Synthase (2,3-Butandiolgärung)
- Pyruvatdecarboxylase (Alkoholische Gärung)
- Pyruvatoxidase
- Indolpyruvatdecarboxylase
- Transketolase (Pentosephosphatweg)